# توم غراي (متزلج سريع)
توم غراي (بالإنجليزية: Tom Gray)‏ هو متزلج سريع أمريكي، ولد في 6 يناير 1945 في منيابولس في الولايات المتحدة.

## وصلات خارجية
- توم غراي على موقع SpeedSkatingBase.eu (الإنجليزية)
- توم غراي على موقع SpeedSkatingNews.info (الإنجليزية)
- توم غراي على موقع SpeedSkatingStats.com (الإنجليزية)
- توم غراي على موقع اللجنة الأولمبية الدولية (الإنجليزية)
- توم غراي على موقع أوليمبيديا (الإنجليزية)